# 穷仓寺
穷仓寺，位于西藏自治区拉萨市达孜区唐嘎乡洛普村八组，是一座藏传佛教女尼寺院。

## 简介
穷仓寺位于西藏自治区拉萨市达孜县唐嘎乡。为藏传佛教寺院。
2012年，该寺的尼師德吉曲珍被评为西藏自治区爱国守法先进僧尼。
2013年，在三八妇女节来临之际，达孜县有关单位组织慰问组，慰问了穷仓寺的28名女尼，送来大米、砖茶、水果、食用油等价值人民币3000元左右的慰问品，随后特邀西藏卓玛医院医生前来义诊及送药。